# Seboncourt
Seboncourt  ist eine französische Gemeinde mit 1.085 Einwohnern (Stand: 1. Januar 2022) im Département Aisne in der Region Hauts-de-France. Sie gehört zum Arrondissement Saint-Quentin, zum Kanton Bohain-en-Vermandois und zum Kommunalverband Pays du Vermandois.

## Geografie
Die Gemeinde Seboncourt liegt etwa 18 Kilometer nordöstlich von Saint-Quentin. Nachbargemeinden von Seboncourt sind Bohain-en-Vermandois im Norden, Vaux-Andigny im Norden und Nordosten, Mennevret im Nordosten und Osten, Grougis im Osten und Südosten, Aisonville-et-Bernoville im Süden, Étaves-et-Bocquiaux im Süden und Südwesten sowie Fresnoy-le-Grand im Westen.

## Bevölkerungsentwicklung
| Jahr                       | 1962 | 1968 | 1975 | 1982 | 1990 | 1999 | 2006 | 2012 | 2022 |
| Einwohner                  | 1173 | 1132 | 1072 | 1085 | 1103 | 1111 | 1072 | 1098 | 1085 |
| Quellen: Cassini und INSEE |      |      |      |      |      |      |      |      |      |

## Sehenswürdigkeiten

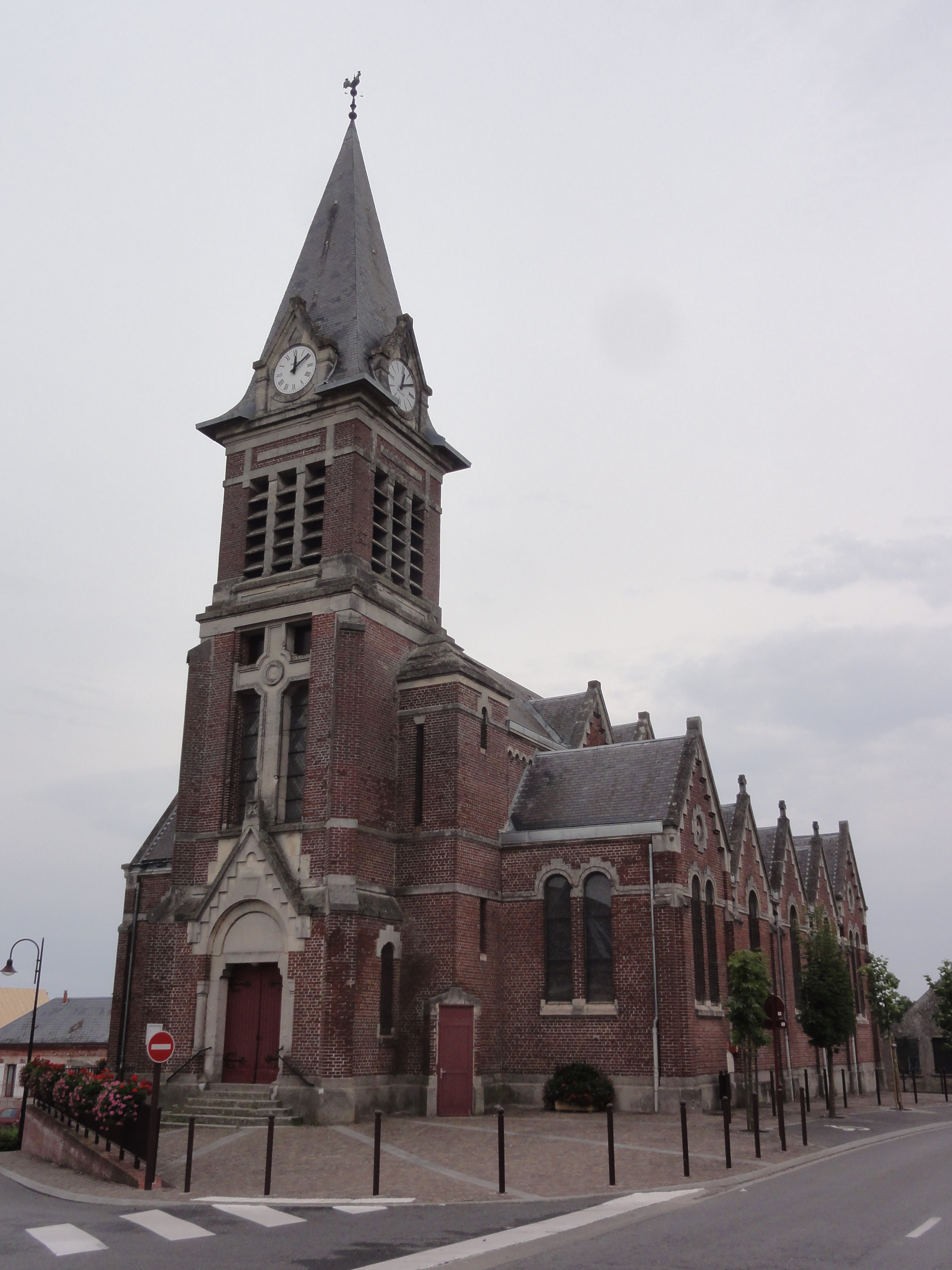
Kirche Sainte-Aldegonde
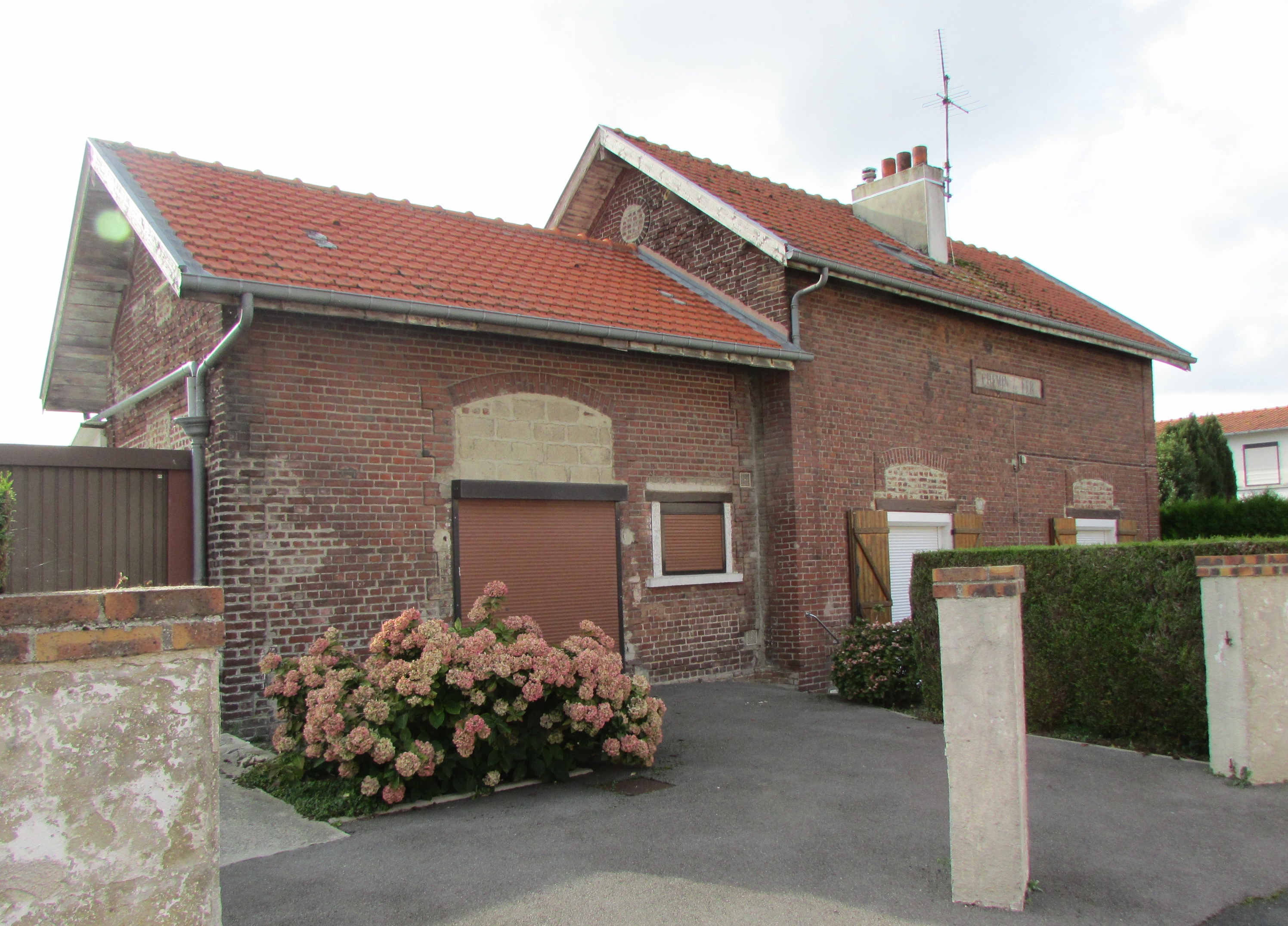
Bahnhof
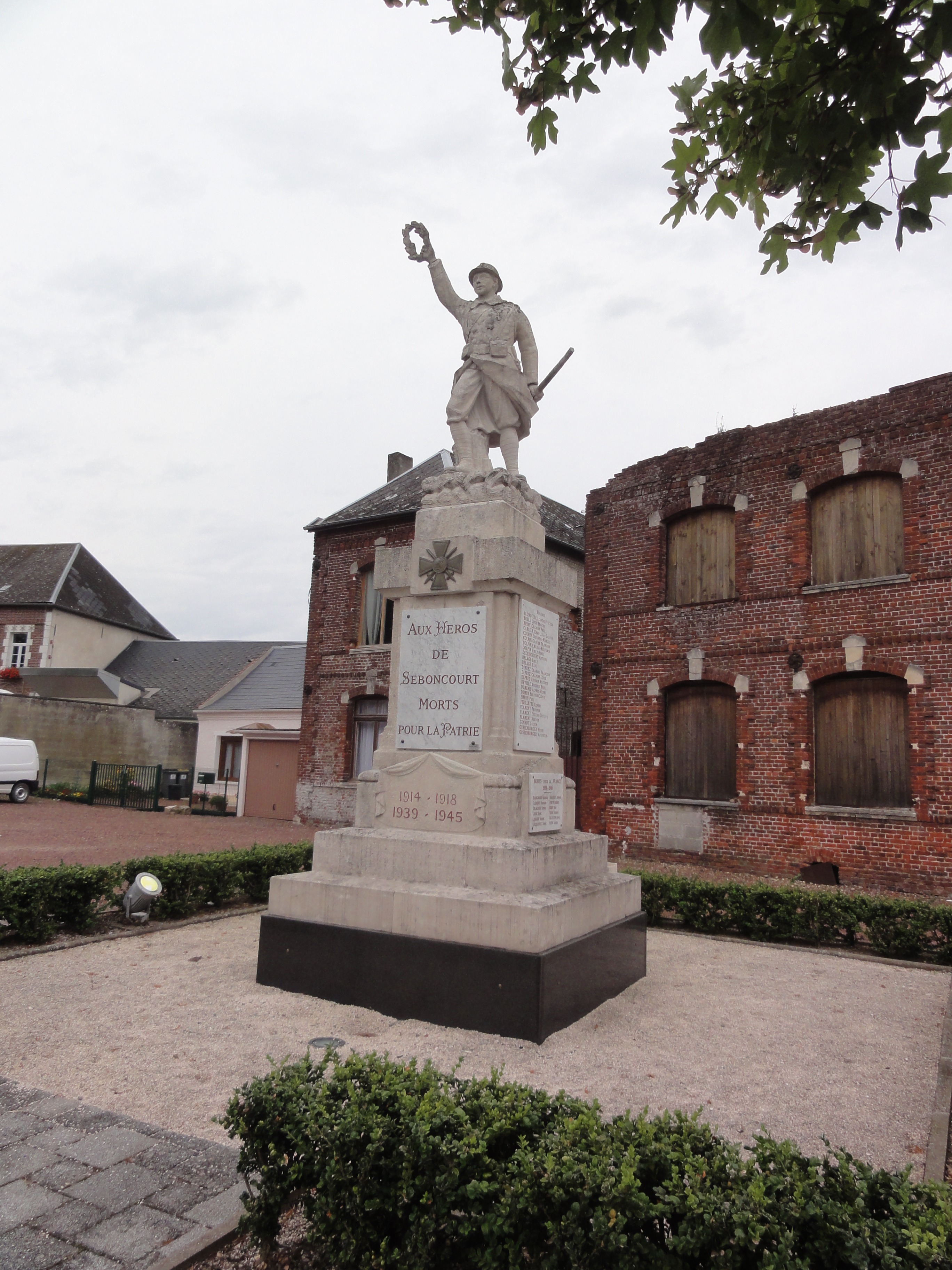
Gefallenendenkmal

- Wasserturm

- Kirche Sainte-Aldegonde
- Bahnhof
- Gefallenendenkmal

## Persönlichkeiten
- Jean Loret (1918–1985), Eisenbahnarbeiter und vermeintlicher Sohn Adolf Hitlers